# Birkózás a 2014. évi nyári ifjúsági olimpiai játékokon
A 2014. évi nyári ifjúsági olimpiai játékokon a birkózás versenyszámainak a  Longjiang Gymnasium adott otthont augusztus 25. és 27. között. Összesen 14 versenyszámot rendeztek.

## Naptár
Az időpontok helyi idő szerint (UTC+8) értendők.
| Dátum         | Időpont | Versenyszám                                                 |
| ------------- | ------- | ----------------------------------------------------------- |
| Augusztus 25. | 10:00   | Fiú, kötöttfogás, csoportkör                                |
| Augusztus 25. | 17:00   | Fiú, kötöttfogás, csoportkör Fiú, kötöttfogás, helyosztók   |
| Augusztus 26. | 10:00   | Lány, szabadfogás, csoportkör                               |
| Augusztus 26. | 17:00   | Lány, szabadfogás, csoportkör Lány, szabadfogás, helyosztók |
| Augusztus 27. | 10:00   | Fiú, szabadfogás, csoportkör                                |
| Augusztus 27. | 17:00   | Fiú, szabadfogás, csoportkör Fiú, szabadfogás, helyosztók   |

## Éremtáblázat
(A táblázatokban a rendező ország eltérő háttérszínnel, az egyes számoszlopok legmagasabb értéke vastagítással kiemelve.)
| A 2014. évi nyári ifjúsági olimpiai játékok éremtáblázata birkózásban | A 2014. évi nyári ifjúsági olimpiai játékok éremtáblázata birkózásban | A 2014. évi nyári ifjúsági olimpiai játékok éremtáblázata birkózásban | A 2014. évi nyári ifjúsági olimpiai játékok éremtáblázata birkózásban | A 2014. évi nyári ifjúsági olimpiai játékok éremtáblázata birkózásban | Olimpia  |
| --------------------------------------------------------------------- | --------------------------------------------------------------------- | --------------------------------------------------------------------- | --------------------------------------------------------------------- | --------------------------------------------------------------------- | -------- |
|                                                                       | Ország                                                                | Arany                                                                 | Ezüst                                                                 | Bronz                                                                 | Összesen |
| 1.                                                                    | Oroszország (RUS)                                                     | 4                                                                     | 0                                                                     | 0                                                                     | 4        |
| 2.                                                                    | Azerbajdzsán (AZE)                                                    | 3                                                                     | 2                                                                     | 0                                                                     | 5        |
| 3.                                                                    | Japán (JPN)                                                           | 2                                                                     | 0                                                                     | 0                                                                     | 2        |
| 3.                                                                    | Észak-Korea (PRK)                                                     | 2                                                                     | 0                                                                     | 0                                                                     | 2        |
| 5.                                                                    | Kazahsztán (KAZ)                                                      | 1                                                                     | 0                                                                     | 1                                                                     | 2        |
| 6.                                                                    | Norvégia (NOR)                                                        | 1                                                                     | 0                                                                     | 0                                                                     | 1        |
| 6.                                                                    | Üzbegisztán (UZB)                                                     | 1                                                                     | 0                                                                     | 0                                                                     | 1        |
|                                                                       |                                                                       |                                                                       |                                                                       |                                                                       |          |
| 8.                                                                    | Egyesült Államok (USA)                                                | 0                                                                     | 3                                                                     | 0                                                                     | 3        |
| 9.                                                                    | Törökország (TUR)                                                     | 0                                                                     | 2                                                                     | 1                                                                     | 3        |
| 10.                                                                   | Örményország (ARM)                                                    | 0                                                                     | 1                                                                     | 2                                                                     | 3        |
| 11.                                                                   | Grúzia (GEO)                                                          | 0                                                                     | 1                                                                     | 1                                                                     | 2        |
| 11.                                                                   | Moldova (MDA)                                                         | 0                                                                     | 1                                                                     | 1                                                                     | 2        |
| 13.                                                                   | Bulgária (BUL)                                                        | 0                                                                     | 1                                                                     | 0                                                                     | 1        |
| 13.                                                                   | Kína (CHN)                                                            | 0                                                                     | 1                                                                     | 0                                                                     | 1        |
| 13.                                                                   | Mongólia (MGL)                                                        | 0                                                                     | 1                                                                     | 0                                                                     | 1        |
| 16.                                                                   | Venezuela (VEN)                                                       | 0                                                                     | 1                                                                     | 0                                                                     | 1        |
|                                                                       |                                                                       |                                                                       |                                                                       |                                                                       |          |
| 17.                                                                   | Egyiptom (EGY)                                                        | 0                                                                     | 0                                                                     | 2                                                                     | 2        |
| 17.                                                                   | Ukrajna (UKR)                                                         | 0                                                                     | 0                                                                     | 2                                                                     | 2        |
| 17.                                                                   | Irán (IRI)                                                            | 0                                                                     | 0                                                                     | 2                                                                     | 2        |
| 20.                                                                   | Franciaország (FRA)                                                   | 0                                                                     | 0                                                                     | 1                                                                     | 1        |
| 20.                                                                   | Lengyelország (POL)                                                   | 0                                                                     | 0                                                                     | 1                                                                     | 1        |
|                                                                       |                                                                       |                                                                       |                                                                       |                                                                       |          |
| Összesen                                                              | Összesen                                                              | 14                                                                    | 14                                                                    | 14                                                                    | 42       |

## Érmesek

### Fiú
| Súlycsoport         | Arany                                | Ezüst                                   | Bronz                                    |
| ------------------- | ------------------------------------ | --------------------------------------- | ---------------------------------------- |
| Kötöttfogás, 42 kg  | Ri Seung · Észak-Korea (PRK)         | Faith Aslan · Törökország (TUR)         | Oleksii Masyk · Ukrajna (UKR)            |
| Kötöttfogás, 50 kg  | Ilkhom Bakhromov · Üzbegisztán (UZB) | Jabbar Najafov · Azerbajdzsán (AZE)     | Mohammadreza Aghaniachari · Irán (IRI)   |
| Kötöttfogás, 58 kg  | Arslan Zubairov · Oroszország (RUS)  | Zaven Mikaelyan · Örményország (ARM)    | Keramat Abdevali · Irán (IRI)            |
| Kötöttfogás, 69 kg  | Islambek Dadov · Azerbajdzsán (AZE)  | Mason Manville · Egyesült Államok (USA) | Yevgeniy Polivadov · Kazahsztán (KAZ)    |
| Kötöttfogás, 85 kg  | Mark Bemalian · Oroszország (RUS)    | Kiril Milov · Bulgária (BUL)            | Ahmed Ahmed · Egyiptom (EGY)             |
| Szabadfogás, 46 kg  | Ismail Gadzhiev · Oroszország (RUS)  | Cade Olivas · Egyesült Államok (USA)    | Cabbar Duyum · Törökország (TUR)         |
| Szabadfogás, 54 kg  | Mukhambet Kuatbek · Kazahsztán (KAZ) | Daton Fix · Egyesült Államok (USA)      | Vaghinak Matevosyan · Örményország (ARM) |
| Szabadfogás, 63 kg  | Teymur Mammadov · Azerbajdzsán (AZE) | Anthony Montero · Venezuela (VEN)       | Iveriko Julakidze · Grúzia (GEO)         |
| Szabadfogás, 76 kg  | Yajuro Yamasaki · Japán (JPN)        | Meki Simonia · Grúzia (GEO)             | Sargis Hovsepyan · Örményország (ARM)    |
| Szabadfogás, 100 kg | Igbal Hajizada · Azerbajdzsán (AZE)  | Dmitri Ceacusta · Moldova (MDA)         | Abdalla Elgizawee · Egyiptom (EGY)       |

### Lány
| Súlycsoport        | Arany                                | Ezüst                                | Bronz                                  |
| ------------------ | ------------------------------------ | ------------------------------------ | -------------------------------------- |
| Szabadfogás, 46 kg | Kim Sonhyang · Észak-Korea (PRK)     | Dulguun Bolormaa · Mongólia (MGL)    | Tatiana Doncila · Moldova (MDA)        |
| Szabadfogás, 52 kg | Mukaida Maju · Japán (JPN)           | Leyla Gurbanova · Azerbajdzsán (AZE) | Olena Kremzer · Ukrajna (UKR)          |
| Szabadfogás, 60 kg | Grace Bullen · Norvégia (NOR)        | Pei Xing-ru · Kína (CHN)             | Koumba Larroque · Franciaország (FRA)  |
| Szabadfogás, 70 kg | Daria Shisterova · Oroszország (RUS) | Tugba Kilic · Törökország (TUR)      | Natalia Strzalka · Lengyelország (POL) |